# San Francisco (Bilbao)
San Francisco (en euskera San Frantzisko) es un barrio del municipio de Bilbao, territorio histórico de Vizcaya.

## Ubicación
El barrio de San Francisco pertenece al distrito de Ibaiondo (distrito 5 de Bilbao), está situado cerca del centro de Bilbao y limita con los barrios de Abando, Zabala, Miribilla, Bilbao la Vieja y el Casco Viejo.

## Origen

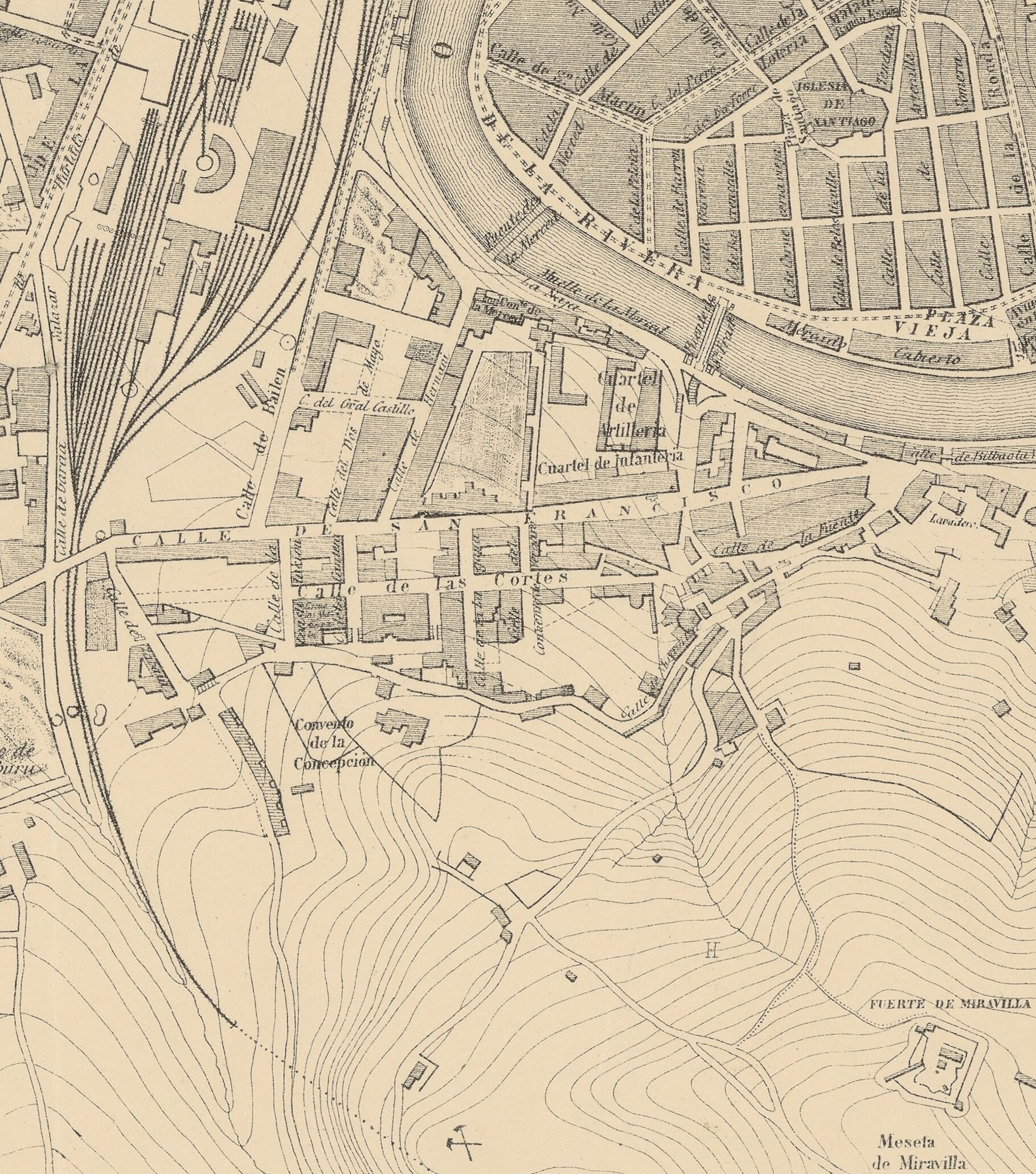
San Francisco en 1899

La calle San Francisco, vía a partir de la cual surgirá el barrio, empieza a conformarse  a mediados del siglo XIX como resultado de la urbanización alrededor de la nueva carretera de Bilbao a Valmaseda que, pasando por delante de las ruinas del convento de San Francisco, atravesaba una zona completamente rural, tal y como se puede comprobar en el plano de Bilbao del Atlas de Francisco Coello de 1857.Esta carretera sustituyó a otro camino real anterior que iba por un antiguo trazado de la que hoy en día es la calle Concepción. En un plano editado por el historiador Juan E. Delmas en 1864, se puede observar que el poblamiento de San Francisco era aún disperso, pero ya había desaparecido el convento de los franciscanos. La calle quedó completamente definida para 1876.

## Historia

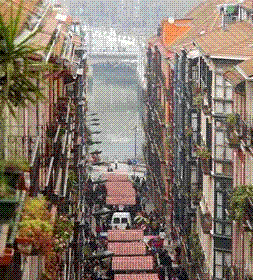
Calle Dos de Mayo

Este barrio se ha dividido históricamente en dos zonas con rasgos diferenciados:

#### San Francisco
En primer lugar está la calle San Francisco y sus alrededores, constituido por el espacio comprendido entre la calle y la ría de Bilbao. Su nombre y su origen están en los terrenos de un convento franciscano de la Baja Edad Media, que desapareció a mediados del siglo XIX. Las calles aquí están formadas por edificios de estética homogénea. Su imagen armoniza con la del ensanche de Bilbao en la zona de Abando, principal ensanche de la villa. Históricamente, su población ha estado formada por obreros, empleados, y una modesta burguesía de clase media y baja.

#### Cortes
En segundo lugar está la zona de la calle Cortes y aledañas, constituida por las edificaciones situadas entre la calle San Francisco y el barrio de Zabala. Es una zona de marcado carácter popular, siendo sus edificaciones de menor calidad que las de la zona de San Francisco. El grueso de su población estuvo constituido por familias de trabajadores de las minas de Miribilla.

## Barrio de conventos
A pesar de pertenecer a la anteiglesia de Abando  su cercanía a la villa de Bilbao motivó que varios conventos se instalaran en la que era una zona eminentemente rural.
Convento de San Francisco

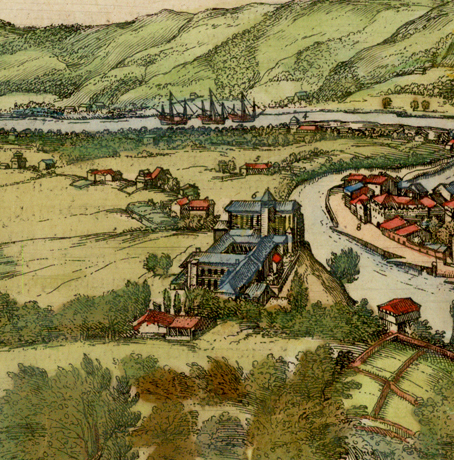
Convento de San Francisco en 1575

El convento de San Francisco, que da nombre al barrio, se empezó a construir a finales del siglo XV en unos terrenos cedidos por Juan de Arbolancha y su esposa Elvira Fernández de Basabe, tras obtener para ello la bula expedida por el papa Sixto IV en 1475. En 1539 recibió título de imperial, al concederle Carlos V una cédula para el uso de sus armas. La obra quedó acabada en 1501. Desde sus principios el convento impulsó la construcción de un puente que lo comunicara directamente con Bilbao. El final de su historia empezó con su ocupación como cuartel por parte de las tropas napoleónicas a principios del siglo XIX. En 1856, muy deteriorado, se decretó el derribo de la torre por amenaza de caída y el recinto fue abandonado. En 1865 y en el mismo solar se construyó el cuartel militar Príncipe Alfonso.
Convento de La Merced

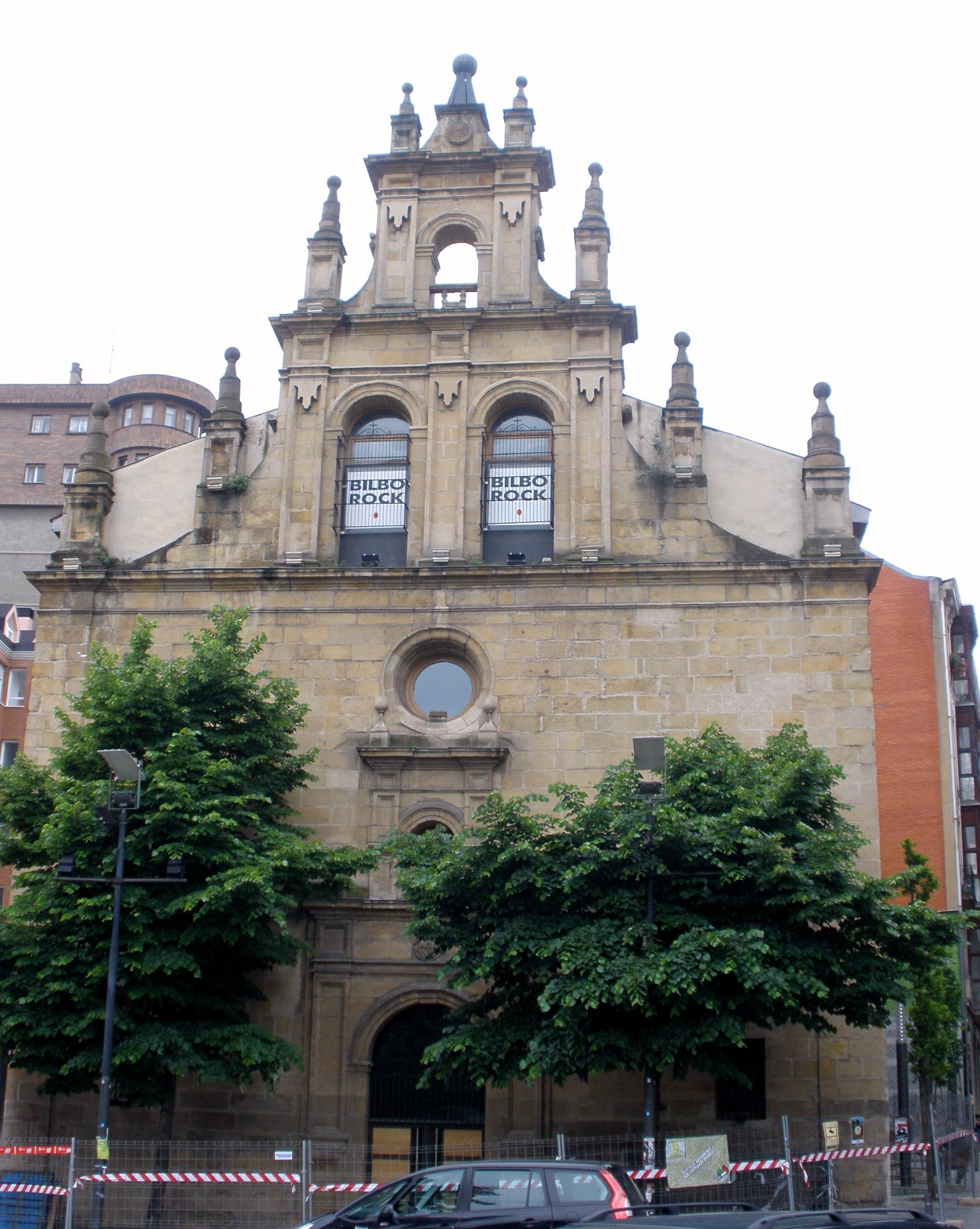
BilboRock

El origen del convento de la Merced se situá en el siglo XV, a partir de un beaterio situado en La Naja, el cual se transformaría en convento de clausura en 1621. Así, hacia 1652, se cita con el nombre de “Convento de San José de las religiosas Mercedarias de la anteiglesia de Abando”. Existió un edificio anterior al que hoy podemos observar, que fue construido entre 1663 y 1673, que se reedificó en 1750. La iglesia de La Merced sufrió diversos avatares hasta su cierre en la década de los 80 del siglo XX. En 1989 el Ayuntamiento de Bilbao la compró y la convirtió en propiedad pública. A partir de 1997 el edificio fue remodelado, pasando a ser sede del proyecto BilboRock. Así, se le dotó de una sala polivalente con siete locales de ensayo para su uso por parte de grupos musicales. También se ubican en esta planta el Archivo Musical de Euskal Herria, con un sistema multimedia de consulta. Entre las actividades de BilboRock se puede destacar el concurso pop-rock “Villa de Bilbao”.
Convento Siervas de Jesús
La congregación de las Siervas de Jesús fue fundada a finales del siglo XIX por la santa vitoriana María Josefa del Corazón de Jesús. n 1878 sus miembros se alojaron en una casa situada en La Naja, lugar que se convirtió en el asiento definitivo de la Casa Madre. En 1892 se encomendaron las obras de una nueva residencia a Joaquín Rucoba, concluyendo en 1894. El actual edificio, proyectado por los hermanos Galdós, fue inaugurado en octubre de 1977. Las Siervas de Jesús son una de las órdenes llamadas de enfermería u hospitalarias. Estas religiosas jugaron un papel importante a la hora de cubrir las necesidades sanitarias de la época. Estuvieron a su cargo el Hospital minero de Triano (1882) y el de La Arboleda (1890). En el primero de ellos trabajó como médico D. Enrique de Areilza. Actualmente, las Siervas siguen dedicándose a la misma labor. Sirve de ejemplo su trabajo con enfermos terminales.

## Callejero de San Francisco
Las vías y portales que pertenecen al barrio de San Francisco, según el nomenclátor municipal de Bilbao de enero de 2024, son las siguientes:
- Calle Arechaga
- Calle Arnotegui
- Calle Bailén
- Calle Cantalojas
- Calle Cantera
- Plaza Cantera
- Calle General Castillo
- Calle Concepción
- Plaza Corazón de María
- Calle Cortes
- Calle Dos de Mayo
- Calle Gimnasio
- Calle Hernani
- Calle Luis Iruarrizaga
- Calle La Laguna
- Calle Lamana
- Calle Martzana
- Muelle de la Merced
- Calle Conde Mirasol
- Plaza de las Mujeres 25 de noviembre
- Calle Naja
- Calle Particular del Norte
- Calle Olano (los portales pares del 10 al 12)
- Calle San Francisco (menos los portales del 1 al 15 impares, adscritos a Bilbao la Vieja)
- Muelle Siervas de Jesús
- Calle Vitoria-Gasteiz (el portal 7 impares y del 12 al 18 pares)
- Calle Bruno Mauricio Zabala (los portales del 1 al 9 impares )

### Calles de interés

#### Calle San Francisco

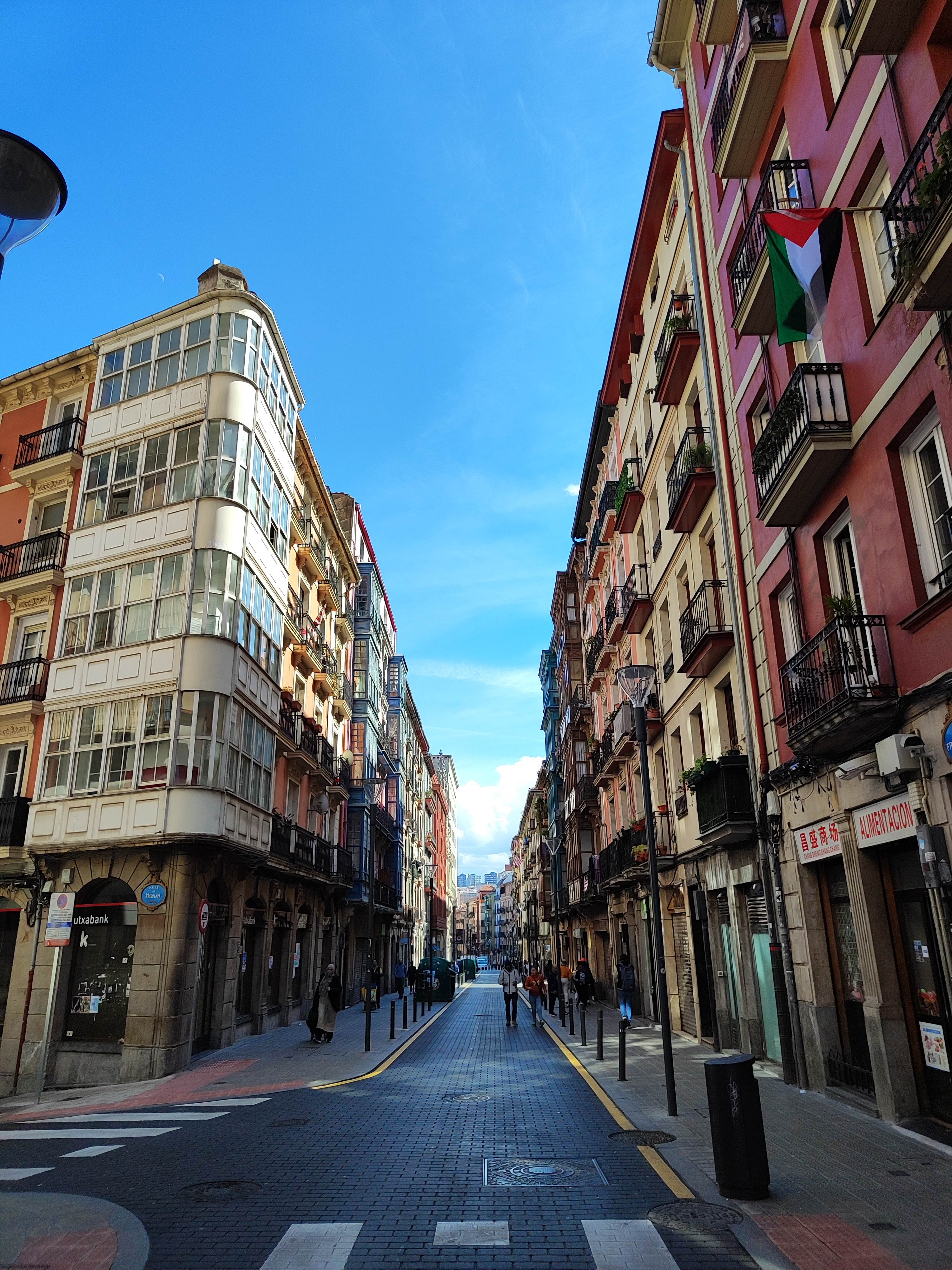
Calle San Francisco, Bilbao

La casa más antigua de la calle San Francisco se sitúa en la esquina con la calle Conde Mirasol (n.º 4 de esta última). También llama la atención sobre el portal del n.º 9 de San Francisco donde aún se conservan las iniciales “CS” que, según información oral, corresponden a una cooperativa socialista responsable de la construcción de la vivienda. En el n.º 15 nació el médico Enrique Areilza (1860-1926). Su labor fue fundamental en el avance de la cirugía, la clínica, y la medicina preventiva y social. Otras casas de interés arquitectónico son las situadas en los números 32 y 45, realizadas por el maestro de obras Domingo Fort en 1884 y 1890 respectivamente.
Entre los locales destinados a espectáculos que animaron el barrio, hay que citar el desaparecido Salón Vizcaya. Estuvo situado en los números 40 y 42. Fue construido en 1909 por el arquitecto municipal Raimundo Beraza Zárraga.
Calle Las Cortes
La calle Cortes se trazó en paralelo a la calle San Francisco. Se proyectó en 1871, aunque su urbanización fue más lenta que la anterior. Se le dio su nombre en honor a las Cortes constituyentes de 1869, las primeras realizadas por medio de lsufragio universal masculino, reunidas tras el destronamiento de Isabel II.
En esta calle y sus inmediaciones se concentraba la vida nocturna y transgresora, en la que se buscaba o se ofrecía diversión y placeres. Era el “barrio alegre” de Bilbao. En torno a salas de fiesta y de alterne fueron surgiendo además, hoteles y casas de prostitución que generaron oficios muy diversos (“amas” de casa, limpiadoras…). Uno de los locales con más solera era el “Bataclán”, un pequeño teatrillo que amenizaba las noches de fiesta con artistas de todo tipo. Existieron otros como “El Búho Rojo”, el “Moulin Rouge” o el bar “Marilyne”. Hasta principios de los 80 el barrio era un lugar donde terminaban muchos sus fiestas y despedidas.
Desde el punto de vista arquitectónico destacan las edificaciones que se sitúan hacia su confluencia con la calle Zabala. El edificio de Cortes 33-35, en estilo art déco con elementos regionalistas, fue construido en la década de los años 30 del siglo XX. En los años 40 se levantó el conjunto de viviendas municipales que agrupan los portales de la calle Cortes 2 a 10 y Conde Mirasol 6, 9 y 11.
Al final de la calle Cortes se sitúa un interesante edificio en esquina cuyos portales se abren a las calles Cortes, 37 y Zabala, 5. Es un edificio de estilo modernista, en su variante vienesa, en el que se pone énfasis en las formas geométricas. Fue construido en las primeras décadas del siglo XX, muy probablemente entre 1910 y 1912.
Plaza de la Cantera

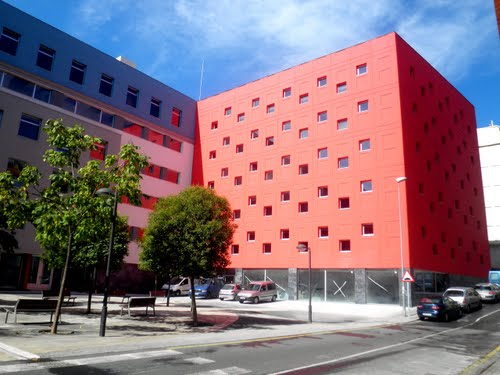
Plaza de la Cantera, Bilbao

Esta plaza surge ante la necesidad de un espacio público abierto en el barrio, para favorecer la salubridad de una zona tan populosa. En el último tercio del siglo XIX fue una época de gran crecimiento poblacional. De 1800 habitantes en 1870 se pasó a 19 000 en 1890, y a unos 22 000 en 1895. En esos años todo servía como vivienda y en la mayoría de las viviendas se realizaban realquileres. Había un gran hacinamiento e insalubridad. Se cuenta que había gente que dormía en los balcones y que en algunos cuartos reposaban hasta 6 u 8 personas. Muchas de las casas no tenían agua y la tomaban de la ría. Debido a estas duras condiciones de vida se producían epidemias (cólera, sarampión…) y violencia.
En esta plaza, que debe su nombre a la cantera de piedra caliza y cayuela existente en sus inmediaciones, se celebró por primera vez el 1 de mayo el año 1890. El derribo de varios edificios que comprimían la plaza ha contribuyó a descongestionar la zona. De aquellas primeras edificaciones se ha conservado un arco triunfal con reminiscencias clásicas, obra de Ernesto Hoffmeyer de 1885.
Debido al auge de la prostitución desde finales del siglo XIX, el Ayuntamiento de Bilbao, con el fin de evitar “males mayores”, impulsó la creación en la plaza de la Cantera de un servicio específico de higiene. Sería el antecedente del “Dispensario”, también llamado “Casa de Higiene Especial, Comisaría y Monte de Piedad de la Caja de Ahorros Municipal”. Fue el arquitecto Ricardo Bastida quien diseñó en 1915 este sencillo edificio con referencias modernistas. Entró en servicio en 1925. Su función era el control de las enfermedades venéreas. De ahí que atendiese a las prostitutas censadas pero también a los hombres que necesitasen pasar consulta.

### Lugares de interés
- Fábrica de harinas “La Ceres”: En el muelle de La Merced se halla el edificio de la que fue la antigua fábrica de harinas “La Ceres”. Fundada por Toribio Ugalde en 1891 y construida entre 1899 y 1900 según proyecto del ingeniero Ramón Grotta y en colaboración con el arquitecto Enrique Epalza. El nombre de la fábrica estaba dedicado a la diosa romana de la agricultura, las cosechas y la fecundidad. Se trataba de la primera obra construida en el estado español en hormigón armado sistema Hennebique, un hito tecnológico en la arquitectura industrial vasca y está catalogado como Bien Cultural con la categoría de Monumento.[18] En el año 2001 este edificio fue rehabilitado por el arquitecto J. Iñaki Aurrekoetxea Aurre, transformándolo en un edificio de viviendas, recuperando el perfil original que este se había perdido con un levante anterior.[19]

- Museo de Reproducciones Artísticas. San Francisco, 14
- BilboRock. Muelle de la Merced, 1.[20]
- Yacimiento de la Plaza del Corazón de María.[21]
- Biblioteca Municipal de San Francisco

### SigloXXI
Es un barrio lleno de contrastes que sigue siendo fiel a su histórica esencia de gran permisividad hacia todo tipo de colectivos sociales, lo cual lleva a que sus calles vean con naturalidad desde una notable presencia de ambiente gay, a simplemente gentes locales en busca de ambiente nocturno, inmigrantes de todo el mundo o comerciantes y minoristas de arte y ropa.

## Servicios

### Transportes

#### Metro
Si bien San Francisco no cuenta con estaciones propias de Metro Bilbao, las estaciones más cercanas son:
- Estación de Abando (Metro de Bilbao).
- Estación de Zazpikaleak/Casco Viejo (Metro de Bilbao).

#### Taxi
- Parada Plaza Corazón de María.

#### Bilbobus
Líneas de Bilbobus y sus paradas:
| Línea | Recorrido                 | Paradas en San Francisco                                                                  |
| ----- | ------------------------- | ----------------------------------------------------------------------------------------- |
| 11    | Deustu - Atxuri           | Cortes 2, Muelle de la Merced 3                                                           |
| 22    | Sarrikue - Atxuri         | Cortes 2, Muelle de la Merced 3                                                           |
| 30    | Txurdinaga - Miribilla    | Dr. Fleming 1,                                                                            |
| 55    | Mina del Morro-Miribilla  | Cortes 2, Cortes 13, Cortes 23, San Francisco 36, Corazón de María. muelle de la Merced 3 |
| 56    | La Peña - Sagrado Corazón | Cortes 2, Muelle de la Merced 3                                                           |
| 58    | Mintegitxueta - Atxuri    | Cortes 23, Cortes 13, Cortes 2                                                            |
| 75    | San Adrián - Atxuri       | Cortes 2, Muelle de la Merced 3                                                           |
| 77    | Peñascal - Mina del Morro | Cortes 2, Muelle de la Merced 3                                                           |
| 85    | Zazpilanda - Atxuri       | Cortes 2, Muelle de la Merced 3                                                           |

#### Bizkaibus
Líneas de Bizkaibus con salida de la calle Bailén, 1:
| Línea | Recorrido                                            |
| ----- | ---------------------------------------------------- |
| A3613 | BILBAO - UGAO MIRABALLES – OROZCO                    |
| A362  | BILBAO - BASAURI - Artunduaga - San Miguel -ZARATAMO |
| A3631 | BILBAO - GALDAKAO – LARRABETZU                       |
| A3632 | BILBAO - ETXEBARRI - BASAURI - San Miguel (Begoña)   |

#### Tren
Si bien San Francisco no cuenta con estaciones propias de tren, las estaciones más cercanas son:

Mapa de red de Renfe Cercanías de Bilbao.

- Estación Abando-Indalecio Prieto.
- Estación de Zabalburu.
- Estación de La Concordia.

| Procedencia/Destino | Línea | Procedencia/Destino |
| ------------------- | ----- | ------------------- |
| Santurce            |       | Bilbao-Abando       |
| Musques             |       | Bilbao-Abando       |
| Orduña              |       | Bilbao-Abando       |
| Valmaseda           |       | Bilbao La Concordia |
| Carranza            |       | Bilbao La Concordia |

#### Eusko Tren
Si bien el barrio no cuenta con estaciones propias, la estación de Euskotren más cercana es:
- Estación de Zazpikaleak/Casco Viejo, Plaza San Nicolás, 3

| Línea | Recorrido                    |
| ----- | ---------------------------- |
| E1    | Matiko-Bilbao–Amara-Donostia |
| E3    | Kukullaga-Etxebarri–Lezama   |
| E4    | Matiko-Bilbao–Bermeo         |

### Centro de Salud
- Osakidetza-Servicio Vasco de Salud, Consultorio de La Merced, calle Luis Iruarrizaga, 1.[24]

### Educación
- Bilboko Haurreskola-San Francisco, calle San Francisco, 12.[25]
- Centro de Educación de Personas Adultas CEPA BILBAO, calle Luis Iruarrizaga, 13.[26]
- Harrobia Centro Integrado de Formación Profesional, Plaza de La Cantera 4 (entrada por calle Concepción).[27]

### Servicios Sociales
- Servicio Social de Base de San Francisco. Calle Conde Mirasol, 2.[28]